# Pteropus pumilus
La piccola volpe volante dal mantello dorato (Pteropus pumilus Miller, 1910) è un pipistrello appartenente alla famiglia degli Pteropodidi, endemico delle Isole Filippine.

## Descrizione

### Dimensioni
Pipistrello di medie dimensioni, con la lunghezza della testa e del corpo tra 130 e 190 mm, la lunghezza dell'avambraccio tra 89 e 113 mm e un peso fino a 200 g.

### Aspetto
La pelliccia è corta. Le parti dorsali sono marroni scure in contrasto con le spalle giallo-brunastre chiare e la testa che varia dal giallo-brunastro chiaro al grigiastro, mentre le parti ventrali sono marroni chiare. Il muso è lungo ed affusolato, gli occhi sono grandi. Le orecchie sono relativamente corte ed hanno l'estremità arrotondata. La tibia è ricoperta di peli. Le membrane alari sono attaccate lungo i fianchi del corpo. È privo di coda, mentre l'uropatagio è ridotto ad una sottile membrana lungo la parte interna degli arti inferiori.

## Biologia

### Comportamento
Si rifugia in piccoli gruppi tra le fronde di alberi. Emette suoni squillanti mentre sta cercando cibo.

### Alimentazione
Si nutre di fiori del Kapok e di frutti di alcune specie di Ficus.

### Riproduzione
Le femmine partoriscono un piccolo all'anno.

## Distribuzione e habitat
Questa specie è diffusa nelle Filippine: Balut, Batu-Batu, Bongao, Provincia di Camiguin, Danjugan, Leyte, Luzon, Maripipi, Masbate, Mindanao, Mindoro, Negros, Panay, Romblon, Sanga-Sanga, Sibuyan, Siquijor e Tablas, possibilmente anche Cebu, e in alcune delle Isole Molucche: Miangas, Isole Talaud: Karakelong.
Vive nelle foreste di pianura primarie e secondarie ben sviluppate fino a 1.100 metri di altitudine. Sembra essere più comune sulle isole più piccole.

## Tassonomia
In accordo alla suddivisione del genere Pteropus effettuata da Andersen, P. pumilus è stato inserito nello  P. temminckii species Group, insieme a P. temminckii stesso, P. capistratus e P. personatus. Tale appartenenza si basa sulle caratteristiche di avere un rostro del cranio accorciato, sulla presenza di un ripiano basale nei premolari e sulle dimensioni ridotte.
Altre specie simpatriche dello stesso genere: P. hypomelanus, P. vampyrus e P. speciosus.

## Conservazione
La IUCN Red List, considerato che la popolazione sta subendo un lento declino, anche se il suo areale è esteso, classifica P. pumilus come specie prossima alla minaccia di estinzione (Near Threatened).